# Deuil-la-Barre
Deuil-la-Barre là một xã trong vùng hành chính Île-de-France, thuộc tỉnh Val-d'Oise, quận Sarcelles, tổng Enghien-les-Bains. Tọa độ địa lý của xã là 48° 58' vĩ độ bắc, 02° 19' kinh độ đông. Deuil-la-Barre nằm trên độ cao trung bình là 50 mét trên mực nước biển, có điểm thấp nhất là 40 mét và điểm cao nhất là 110 mét. Xã có diện tích 3,76 km², dân số vào thời điểm 2001 là 20.292 người; mật độ dân số là 5.359 người/km².

## Thông tin nhân khẩu
| 1946  | 1954   | 1962   | 1968   | 1975   | 1982   | 1990   | 1999   |
| ----- | ------ | ------ | ------ | ------ | ------ | ------ | ------ |
| 9 338 | 10 335 | 13 681 | 15 613 | 15 689 | 16 387 | 19 062 | 20 160 |